# Monte Gelas
El monte Gelas (italiano: Monte Gelàs) es una montaña de 3.143 m de altura en el límite entre Francia (región de Provenza-Alpes-Costa Azul) e Italia (provincia de Cuneo). Es parte de los Alpes Marítimos.
Es el pico más alto del parque nacional de Mercantour, mientras que en el lado italiano está incluido en el parque natural de los Alpes Marítimos. Geológicamente, es parte del macizo Mercantour-Argentera, y está formado principalmente por gneis granitoides. El pico está compuesto por dos más pequeños, divididos por una garganta; el pico más alto es el del norte, que está coronado por una cruz construida aquí por sacerdotes de Cuneo.
El nombre de la montaña deriva de los glaciares que ocupan sus laderas del norte, que sin embargo han disminuido sustancialmente a fines del siglo XX.

## Mapas
- Cartografía oficial italiana (Instituto Geográfico Militar - IGM); versión en línea: www.pcn.minambiente.it
- Cartografía oficial francesa (Institut Géographique National - IGN); versión en línea: www.geoportail.fr